# Joncțiune celulară
O joncțiune celulară este un tip de structură întâlnită în țesuturile unor organisme pluricelulare, precum animalele. Joncțiunile celulare sunt alcătuite din complexe multiproteice care au rolul de a lega celulele învecinate sau de a lega o celulă de matrixul extracelular. Joncțiunile celulare sunt cele mai abundente în țesuturile epiteliale.

## Tipuri

Exemple de joncțiuni celulare

Vertebratele au trei mari categorii de joncțiuni celulare:
- Joncțiunile de ancorare: joncțiuni de adezivitate, desmozomi și hemidesmozomi
- Joncțiunile de comunicare: joncțiunile „gap”[1], sinapsele chimice
- Joncțiunile ocluzive: joncțiuni strânse

La plantele pluricelulare, funcțiile structurale ale joncțiunilor celulare sunt preluate de peretele celular, însă există și un analog acestor structuri de comunicare, cunoscute sub numele de plasmodesme.